# 葛氏鲈塘鳢
葛氏鲈塘鳢（学名：Perccottus glenni）为塘鳢科鲈塘鳢属的鱼类，俗名山胖头、老石头鱼、沙姑鲈子。分布于朝鲜北部以及黑龙江、辽河、图们江等，一般生活于水草从生的汜滥湖泊中。该物种的模式产地在乌苏里江。